# Hellmut Hofmann

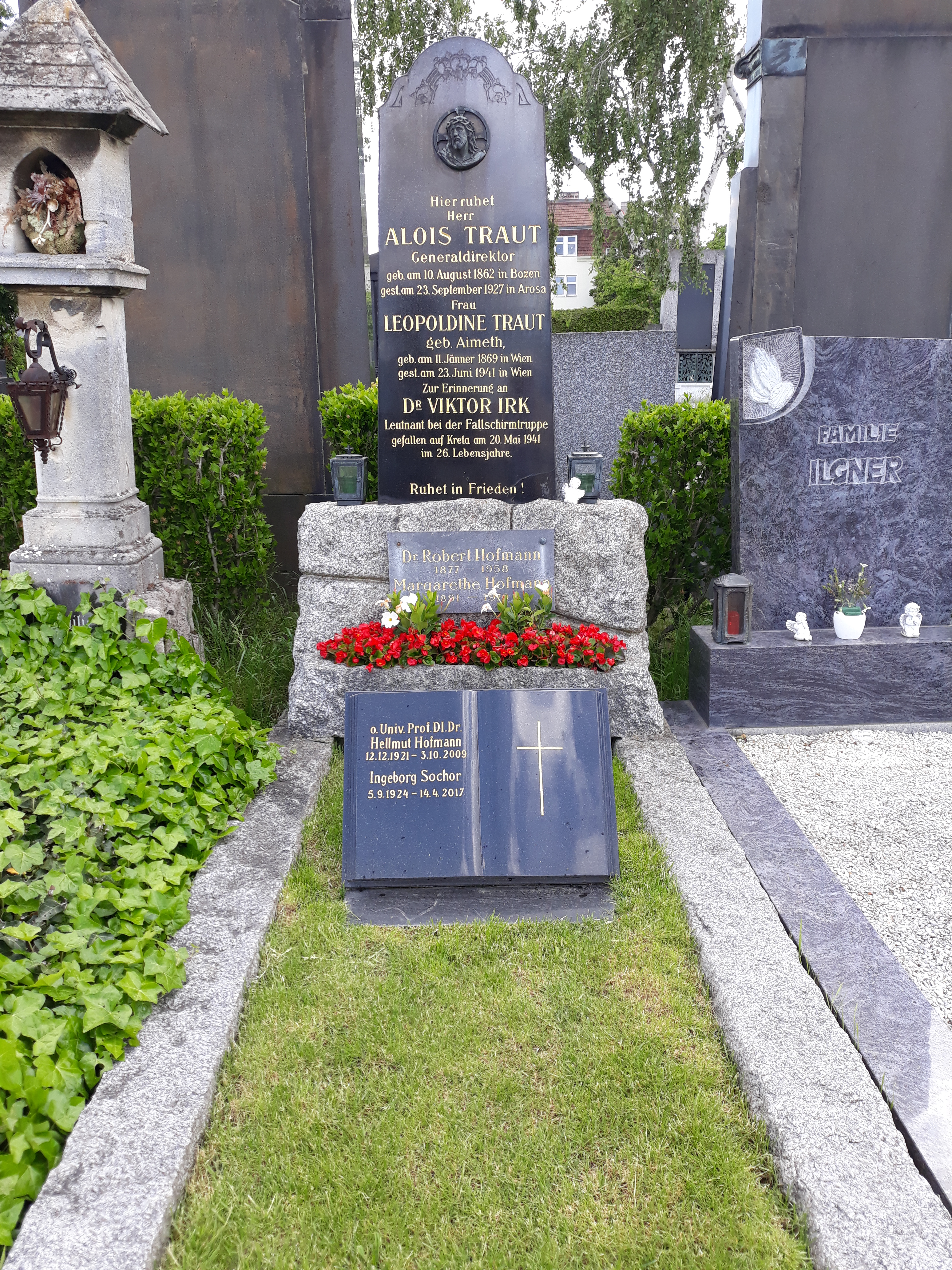
Das Grab von Hellmut Hofmann auf dem Döblinger Friedhof in Wien

Hellmut Hofmann (* 12. Dezember 1921 in Wien; † 3. Oktober 2009 ebenda) war ein Physiker und Parapsychologe, welcher von 1972 bis 1974 Dekan der Fakultät für Maschinenwesen und Elektrotechnik an der Technischen Hochschule Wien war. Von 1965 bis 1988 war er Vorstand des Institutes für Grundlagen und Theorie der Elektrotechnik (heute Institute of Electrodynamics, Microwave and Circuit Engineering) an der Technischen Universität Wien. Neben seiner Tätigkeit auf der TU Wien war er von 1965 bis 1997 Präsident der Österreichischen Gesellschaft für Parapsychologie und Grenzbereiche der Wissenschaften und wurde im Jahr 1980 mit dem „Schweizerpreis für Parapsychologie“ ausgezeichnet.

## Werke
- Das elektromagnetische Feld, Theorie und grundlegende Anwendungen, 3. Auflage, Springer Verlag, ISBN 3-211-81918-5
- PSI – die „andere Wirklichkeit“. Gedankenleser, Löffelbieger und Rutengänger im Licht der Wissenschaft, gemeinsam mit Peter Mulacz, EDITION VA bENE, ISBN 978-3-85167-111-7